# Boss Buckle EP
Boss Buckle EP je první nahrávka aljašské post-hardcore/metalcore hudební skupiny 36 Crazyfists. Toto album je jedno ze tří alb této skupiny, které nebylo vydané společností Roadrunner Records.
Toto EP obsahuje mnohem surovější zvuk než pozdější nahrávky skupiny 36 Crazyfists.

## Seznam skladeb
1. "BullyGutt" – 3:17
2. "Godline" – 4:13
3. "6 Feet" – 3:56
4. "KneeHigh" – 3:53
5. "Happy Day Riot" – 3:22

- Veškeré texty napsal Brock Lindow, hudbu 36 Crazyfists.